# Chico Xavier
Chico Xavier właśc. Francisco Cândido Xavier (ur. 2 kwietnia 1910 w Pedro Leopoldo, zm. 30 czerwca 2002 w Uberabie) – brazylijskie medium, filantrop, autor ponad 400 książek spisanych pismem automatycznym.

## Życiorys
Francisco Cândido Xavier urodził się 2 kwietnia 1910 w miejscowości Pedro Leopoldo, w stanie Minas Gerais. Był synem João Cândido Xaviera, sprzedawcy biletów loteryjnych, i Marii João de Deus, katolickiej gospodyni domowej. Biografowie wskazują, że jego zdolności paranormalne ujawniły się już w wieku czterech lat. Jednym z pierwszych uchwytnych tego przejawów miało być podawanie przez Xaviera naukowych faktów w momencie, kiedy jego ojciec dyskutował z pewną kobietą na tematy macierzyństwa. Chico twierdził, że w tamtym okresie regularnie widywał i słyszał duchy. Kiedy miał pięć lat, zmarła jego matka. Twierdził, że widywał się z nią przez następne kilka lat.
W 1958 roku Chico przeprowadził się do Uberaby, gdzie założył ośrodek spirytystyczny. Wiódł skromne życie, a dochody z książek i darowizn przekazywał na cele charytatywne. Dostarczał m.in. żywność, ubrania i leki potrzebującym w Uberabie.
Zmarł w wyniku niewydolności krążeniowo-oddechowej 30 czerwca 2002 w Uberabie w wieku 92 lat. Bliscy towarzysze Chico podkreślają, że wypełniła się jego własna przepowiednia, według której miał zginąć w chwili, gdy Brazylijczycy będą się radować, a kraj ogarnie niesprecyzowana celebracja, co miało skutkować tym, że jego odejście nie będzie bolesne. 30 czerwca Brazylia radowała się zwycięstwem w Mistrzostwach Świata FIFA 2002.

## Praca Psychograficzna

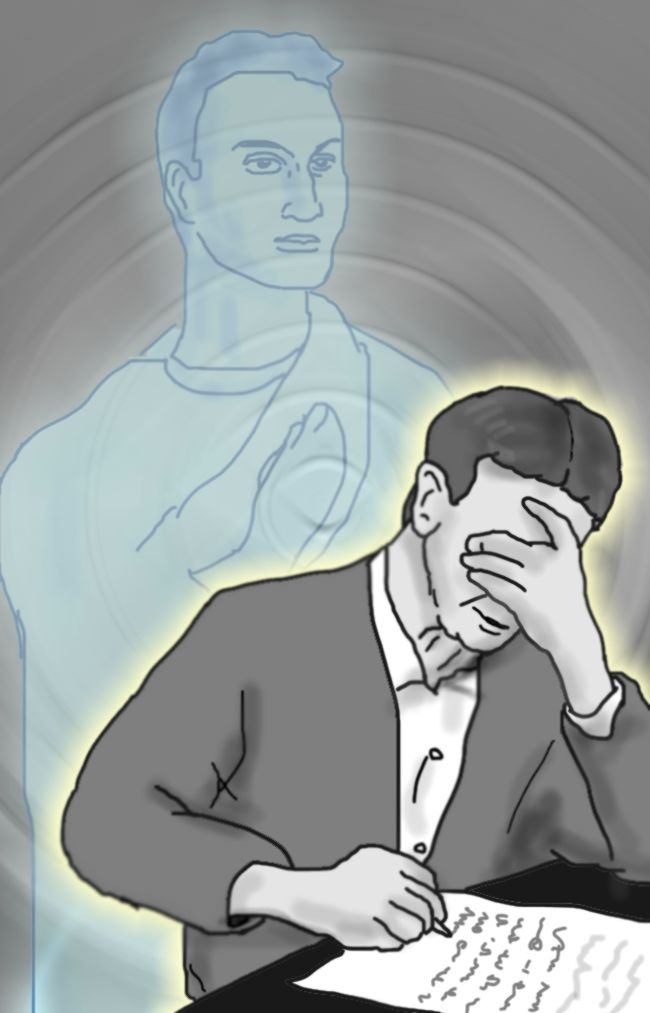
Emmanuel kieruje ręką Chico. Psychografia

Chico Xavier spisał około 450 książek metodą psychografii, z czego niewielka ich część została wydana dopiero po jego śmierci. Były to dzieła o tematyce religijnej, filozoficznej, romanse historyczne, powieści, wiersze, zbiory maksym i aforyzmów, poradniki. Jego przewodnikiem po świecie duchowym miał być Emanuel, który, według zapisków Chico, był w czasach rzymskich senatorem Publius Lentulus'em, później - w Hiszpanii - Ojcem Damianem, a dalej - profesorem na Sorbonie. Xavier nigdy nie przyznał się do autorstwa swych książek, uparcie twierdząc, że są one dziełem istot duchowych. Prace te sprzedały się w liczbie ponad 50 milionów egzemplarzy, a cały zysk posłużył do niesienia pomocy potrzebującym.
Na spotkaniach spirytystycznych powszechne były komunikaty od zmarłych skierowane do pogrążonych w smutku i tęsknocie rodzin, dające im nadzieję i możliwość skupienia się na teraźniejszości. Wiele rodzin potwierdziło, że zawierały informacje, których z pewnością nie mogło znać medium. Niektóre przekazy posłużyły jako dowód w sprawach sądowych.
Jednym z przełomowych dzieł, którego skutkiem było zdobycie przez Xaviera popularności, był "Parnas Zagrobowy" - zbiór poezji zawierający 256 poematów autorstwa 56 najznakomitszych poetów świata brazylijsko-portugalskiego. Hitem okazała się również książka Nasz Dom, gdzie duch o pseudonimie Andre Luiz opowiada o swych przeżyciach po śmierci.

## Wybrane publikacje
Poniżej znajduje się niepełna alfabetyczna lista książek, które obejmują tylko niektóre z tematów nadal popularnych w ruchu spirytystycznym w Brazylii:
- A Caminho da Luz (W stronę światła)
- Ação e Reação (Akcja i reakcja)
- A Vida Continua (Życie trwa dalej)
- Crianças no Além (Dzieci w zaświatach)
- Desobsessão (Uwolnienie z opętania)
- Entre Dois Mundos (Pomiędzy dwoma światami)
- Há 2000 Anos (2000 lat temu)
- Jesus no Lar (Jezus w domu)
- Livro da Esperança (Księga nadziei)
- Nos Domínios da Mediunidade (W kręgach medialności)
- Parnaso de Além-Túmulo (Parnas zagrobowy)
- Nosso lar (Nasz Dom)

Książki przetłumaczone na język polski:
- Nasz Dom (tłumaczenie: Konrad Jerzak vel Dobosz, Warszawa 2011, Oficyna Wydawnicza Rivail)

## Upamiętnienie
W 2010 roku powstał film biograficzny o życiu Francisco Xaviera pod tytułem Chico Xavier w reżyserii Daniela Filho. 